# Plinthus (djur)
Plinthus är ett släkte av skalbaggar. Plinthus ingår i familjen vivlar.

## Dottertaxa tillPlinthus, i alfabetisk ordning[1]
- Plinthus alternans
- Plinthus anceps
- Plinthus angustus
- Plinthus brevipennis
- Plinthus caliginosus
- Plinthus carinatus
- Plinthus caucasicus
- Plinthus causticus
- Plinthus chaudoiri
- Plinthus chevrolati
- Plinthus chrysops
- Plinthus creutzeri
- Plinthus cucullus
- Plinthus depressicollis
- Plinthus difficilis
- Plinthus dolosus
- Plinthus elekesi
- Plinthus faldermanni
- Plinthus fallax
- Plinthus fausti
- Plinthus findeli
- Plinthus findelii
- Plinthus foveipennis
- Plinthus gebiensis
- Plinthus geometra
- Plinthus gerli
- Plinthus gerlii
- Plinthus germanicus
- Plinthus gigas
- Plinthus granulatus
- Plinthus granulifer
- Plinthus granulipennis
- Plinthus granulosus
- Plinthus griseus
- Plinthus grusinus
- Plinthus humuli
- Plinthus illigeri
- Plinthus illotus
- Plinthus immunis
- Plinthus incertus
- Plinthus irroratus
- Plinthus jugifer
- Plinthus kashmirensis
- Plinthus leprosus
- Plinthus megerlei
- Plinthus meridionalis
- Plinthus merkli
- Plinthus mingrelicus
- Plinthus mucronatus
- Plinthus musicus
- Plinthus negoianus
- Plinthus nivalis
- Plinthus parreyssi
- Plinthus parreyssii
- Plinthus parthenius
- Plinthus perezi
- Plinthus porculus
- Plinthus pubescens
- Plinthus ronchettii
- Plinthus rosti
- Plinthus schalleri
- Plinthus schneideri
- Plinthus septemcarinatus
- Plinthus serica
- Plinthus setosus
- Plinthus silphoides
- Plinthus squalidus
- Plinthus squamosus
- Plinthus starcki
- Plinthus steveni
- Plinthus sturmi
- Plinthus sturmii
- Plinthus styrianus
- Plinthus swaneticus
- Plinthus tigratus
- Plinthus tischeri
- Plinthus transsylvanicus
- Plinthus trochanterius
- Plinthus variolosus
- Plinthus velutinus
- Plinthus vittatus